# Opération Pamir
L’opération Pamir est le nom de la mission militaire des Forces françaises en Afghanistan chargée de mener pour la Force internationale d'assistance et de sécurité (FIAS/ISAF), par mandat du Conseil de sécurité des Nations unies, sous le commandement de l'OTAN, des patrouilles de sécurisation dans la province de Kaboul, vaste zone comprenant la capitale afghane et ses environs, ainsi que la plaine de la Shamali, plus au nord.

## Historique
Le 1er décembre 2012, un échelon de commandement unique succède à celui de la Task Force La Fayette et remplace celui du National Contingent Command (NCC). L’État-major Pamir (EM Pamir) est stationné sur le camp de Warehouse à Kaboul. Il est composé d’une centaine de militaires qui ont pour mission de commander les détachements français encore présents sur le théâtre. Plus particulièrement, pour mener la conduite des opérations de désengagement logistique de l’armée française, assurer la protection de la force, soutenir les insérés français tout en poursuivant l’évolution de ses structures. Pour remplir ces missions, l’État-major Pamir dispose d’unités subordonnées : le bataillon logistique (BATLOG) Koufra, le Bataillon de protection Aquitaine et le bataillon d’hélicoptères Mousquetaire.
En janvier 2014, l’hôpital militaire de campagne (HMC) de Kaia a changé de configuration à la suite du départ de certains spécialistes, en particulier dans les domaines de la neuro-chirurgie, de l’ORL et de l’ophtalmologie. Ces domaines, nécessaires dans un hôpital de l’arrière (rôle 3) pour la prise en charge des blessés de guerre, ne se justifiaient plus. Depuis le 15 janvier, l’hôpital militaire de campagne est armé par 60 médecins et infirmiers militaires français avec des capacités opératoires, de réanimation et d’hospitalisation réduites.
Moins de 500 militaires sont chargés de poursuivre l’engagement français jusqu’à la fin de la mission de l’ISAF en 2014, à travers notamment le commandement de l’aéroport de Kaia, le fonctionnement de l’hôpital médico-chirurgical militaire français de Kaia, l’appui à la formation de l’armée nationale afghane, la participation aux fonctions d’État-major dans les structures de l’ISAF et le commandement du laboratoire européen contre-IED.
À la fin janvier 2014, le nombre de militaires français sur zone se situe entre 300 et 400 dont 205 au service de l'OTAN. À la fin de l'année, il reste 150 personnes.
L'opération Pamir prend fin le 31 décembre 2014.

## Commandants
- 1er décembre 2012 - 4 avril 2013 : Le général de brigade Francisco Soriano prend le commandement de l’état-major Pamir. Un échelon de commandement des Forces françaises en Afghanistan unique qui succède à celui de la brigade La Fayette.
- 4 avril 2013 - 19 août 2013 : Général de brigade aérienne Philippe Adam. Il était le commandant l’aéroport de Kaboul depuis octobre 2012.
- 19 août 2013 - 19 juillet 2014 : Général de brigade aérienne Olivier Taprest, commandant l’aéroport de Kaboul (KAIA) et les forces françaises en Afghanistan.
- 19 juillet 2014 - 31 décembre 2014 : Général de brigade aérienne Philippe Lavigne, commandant l’aéroport de Kaboul (KAIA) et les forces françaises en Afghanistan.